# Valdresflye

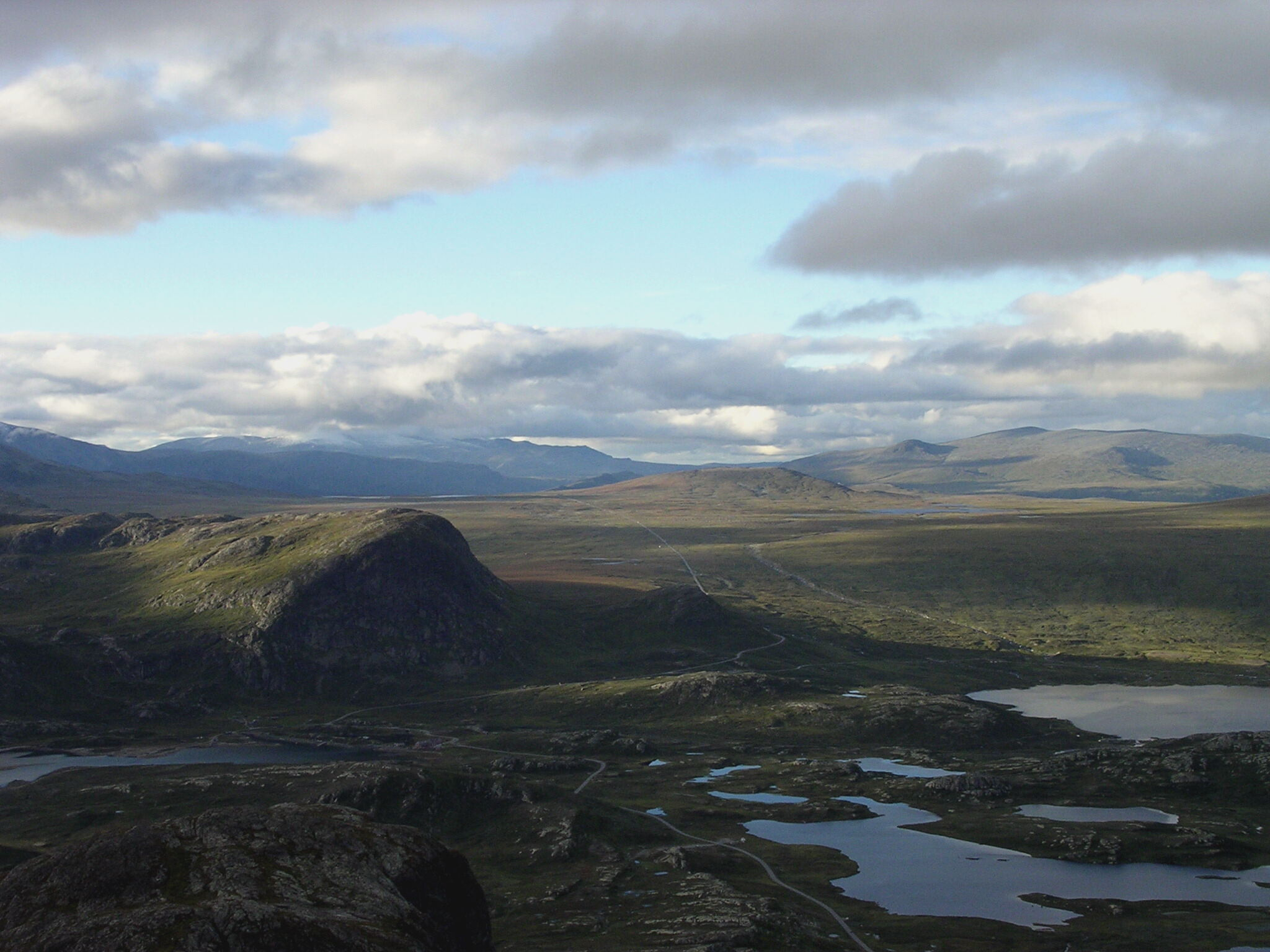

Valdresflye is een nationale toeristenweg in Noorwegen. De bewegwijzerde route is 49 kilometer lang en loopt van Hindsæter tot Garli met een omweg langs Gjende. Stopplaatsen zijn onder andere Rjupa, Flye 1389 en Steinplassen.